# S.H.I.E.L.D.
S.H.I.E.L.D. es una agencia ficticia de inteligencia, espionaje y antiterrorismo que aparece en los cómics estadounidenses de Marvel Comics. Fue creada en 1965 por Stan Lee y Jack Kirby en Strange Tales #135.
Dentro del universo ficticio de Marvel frecuentemente está dirigida por Nick Fury (aunque Rick Stoner —el primer director—, Phil Coulson, Maria Hill, Steve Rogers, Tony Stark y Daisy Johnson también han estado al mando), y opera tanto como una agencia secreta como una cuasimilitar. Ha sido representada de manera inconsistente tanto como si estuviera bajo la jurisdicción de las Naciones Unidas como bajo el control de los Estados Unidos.
El acrónimo originalmente correspondía a Supreme Headquarters, International Espionage, Law-Enforcement Division y posteriormente cambiado a Strategic Hazard Intervention, Espionage and Logistics Directorate; aunque dentro del Universo cinematográfico de Marvel, así como algunas series de televisión, significa Strategic Homeland Intervention, Enforcement, and Logistics Division. En las primeras ediciones de Marvel en español se la denominaba E.S.C.U.D.O., actualmente se dice que S.H.I.E.L.D. es la abreviación de Sistema Homologado de Inteligencia, Espionaje, Logística, y Defensa.
Dentro del Universo Marvel existen otras agencias similares, agencias hermanas, o subdivisiones; entre ellas están A.R.M.O.R. (Altered-Reality Monitoring and Operational Response), S.W.O.R.D. (Sentient World Observation and Response Department), S.T.R.I.K.E. (Special Tactical Response for International Key Emergencies), S.A.F.E. (Strategic Action For Emergencies) W.A.N.D. (Wizardry, Alchemy and Necromancy Department), etcétera. Asimismo, durante el Dark Reign S.H.I.E.L.D. fue reemplazada por H.A.M.M.E.R., dirigida por Norman Osborn.

## Cómics
| Colección     | Número | Año  | Notas                                                                                          |
| ------------- | ------ | ---- | ---------------------------------------------------------------------------------------------- |
| Strange Tales | 135    | 1965 | Nick Fury es reclutado por S.H.I.E.L.D.                                                        |
| Strange Tales | 158    | 1967 | S.H.I.E.L.D. vence a la organización Hydra, matando a su líder, el Barón Wolfgang von Strucker |

## En otros medios

### Cine
S.H.I.E.L.D. aparece en varias películas ambientadas en Marvel Cinematic Universe:
- En la película Iron Man (2008), S.H.I.E.L.D. está representada por el agente Phil Coulson (Clark Gregg), con un cameo de Samuel L. Jackson como Nick Furia al final de los créditos, mencionando la iniciativa Vengadores.

- En la película El increíble Hulk (2008), el General Ross utiliza armas de Industrias Stark y recursos de S.H.I.E.L.D. para perseguir a Bruce Banner y también se puede apreciar el nombre de Nick Furia durante los créditos iniciales. Al final aparece Tony Stark y le habla a Ross sobre el incidente y le dice sobre el equipo que están formando, The Avengers.
- En Iron Man 2 (2010) reaparecen Furia y Coulson y se presenta a una nueva agente de S.H.I.E.L.D.: Viuda Negra. En esta película se establece que Howard Stark, padre de Tony, fue uno de los fundadores de S.H.I.E.L.D. en el Universo cinematográfico de Marvel.
- En Thor (2011), de nuevo el agente Coulson representa a S.H.I.E.L.D. en su investigación sobre el protagonista. También aparece Nick Furia y, con una pequeña participación, Ojo de Halcón, interpretado por Jeremy Renner.
- En Capitán América: el primer vengador (2011), aparece Nick Furia al final, y se establece que los orígenes de la organización vienen de la Segunda Guerra Mundial.
- En Los Vengadores (2012), tanto S.H.I.E.L.D. como Nick Furia y Ojo de Halcón están presentes durante toda la película. El agente Coulson aparece en la película, siendo asesinado por Loki.
- En Iron Man 3 (2013), S.H.I.E.L.D. es mencionado por Jarvis en el momento en el que Tony investiga sobre los ataques del Mandarín.
- En Thor: El mundo oscuro (2013), S.H.I.E.L.D. es mencionado por Jane Foster en la parte en que Darcy Lewis llama a la policía ya que ella desapareció por cinco horas. También es mencionada por Darcy cuando S.H.I.E.L.D. no responde a las anomalías que pasan en la Tierra.
- En Captain America: el Soldado de Invierno (2014), S.H.I.E.L.D. forma parte importante y fundamental de la película. Steve Rogers descubre un secreto oculto en S.H.I.E.L.D., diciéndole al mundo que la organización fue infiltrada por HYDRA después de la Segunda Guerra Mundial.
- En Vengadores: la era de Ultrón (2015), S.H.I.E.L.D. reaparece. Furia vuelve con un helitransporte de S.H.I.E.L.D., para salvar a los civiles del ataque de Ultron en Sokovia.
- En Ant-Man (2015), S.H.I.E.L.D aparece al inicio de la película, en una escena ambientada en el año 1989, durante la construcción del Triskelion. Hank Pym y Janet Van Dyne fueron agentes de S.H.I.E.L.D. que trabajaron con Peggy Carter y Howard Stark durante la Guerra Fría. Pym renuncia a seguir formando parte de la agencia cuando descubre que han intentado replicar su fórmula para reducir el tamaño de cualquier objeto o ser vivo.
- En Capitán América: Civil War (2016) S.H.I.E.L.D aparece en vídeo cuando el secretario de Estado y exgeneral del ejército de Estados Unidos, Thunderbolt Ross, desde Washington D. C., les muestra imágenes del ataque a Nueva York y Sokovia y la destrucción de S.H.I.E.L.D. a Steve Rogers, Sam Wilson, Natasha Romanoff y Wanda Maximoff.
- En Capitana Marvel (2019), ambientado en 1995, Nick Furia y Phil Coulson eran agentes de S.H.I.E.L.D. de bajo rango que formaron una alianza con Carol Danvers.
- En Vengadores: Endgame (2019), los Vengadores viajan en el tiempo hasta el 2012, se encuentran con agentes durmientes de HYDRA haciéndose pasar por agentes de S.H.I.E.L.D. Mientras viajaba en 2012, Tony Stark también usa un uniforme de S.H.I.E.L.D. Más adelante en la película, el Capitán América y Iron Man también viajaron a 1970 para robar el Tesseracto de la base de S.H.I.E.L.D. en Camp Lehigh.
- En Spider-Man: lejos de casa (2019), aparece una agente europea de S.H.I.E.L.D. de nombre en clave "Seamstress" que trabaja estrechamente con Nick Furia.

### Televisión
- Nick Fury: Agent of S.H.I.E.L.D. (1998) es una película para televisión, con guion de David S. Goyer, sobre Nick Furia, donde este es interpretado por David Hasselhoff.
- S.H.I.E.L.D. y Furia han hecho apariciones en las series animadas de Iron Man, Spider-Man, X-Men Evolution, The Super Hero Squad y The Avengers: Earth's Mightiest Heroes.
- También aparece en Ultimate Spider-Man, Avengers Assemble y Hulk y los agentes de S.M.A.S.H. del bloque Marvel de Disney XD. En estas series, S.H.I.E.L.D. ha reclutado a varios héroes y se han afilado varios superhéroes a ella. Los Vengadores, Wolverine, Spider-Man y Doctor Strange son algunos héroes afiliados. Reclutó a Princesa Python y al parecer los Thunderbolts se unieron a S.H.I.E.L.D. para poder ser héroes oficiales. Sus agentes son Nick Furia, Doctor Connors / Lagarto, Maria Hill, Phil Coulson, Leo Fitz, Jemma Simmons y Walter y Amanda Cage (padres de Luke Cage). Deadpool y Supervisor son también exmiembros de S.H.I.E.L.D.
- En 2013 se estrenó Agents of S.H.I.E.L.D. en la cadena ABC, serie cuyo piloto fue dirigido y escrito por Joss Whedon y que forma parte del Universo cinematográfico de Marvel. Coulson reaparece vivo en esta serie, que se ambienta después de la película The Avengers. En algunos episodios de la primera temporada, se ven reflejado acontecimientos ocurridos en Iron Man 3, Thor: The Dark World y Captain America: The Winter Soldier. En algunos episodios de la segunda temporada también hay acontecimientos en Marvel's Daredevil (serie en la primera temporada), Marvel's Jessica Jones (serie de la primera temporada), la película de Avengers: Age of Ultron y Ant-Man (antes de la tercera temporada). En la tercera temporada también aparecen de acontecimientos en la segunda temporada de Marvel's Daredevil y la película Capitán América: Civil War. La cuarta temporada coincide con acontecimientos de la película Doctor Strange. En la quinta temporada, hay acontecimientos de Marvel's Jessica Jones (segunda temporada) y las películas Thor: Ragnarok y Avengers: Infinity War.
- En la serie Ms. Marvel aparece un libro en la primera AvengersCon escrito por un agente de S.H.I.E.L.D. testigo a la Batalla de la Tierra.

### Videojuegos
- S.H.I.E.L.D. aparece en Marvel: Ultimate Alliance; la primera misión implica un ataque al Helicarrier de S.H.I.E.L.D. por parte de los Maestros del Mal, con S.H.I.E.L.D. supervisando posteriormente la creación de una fuerza de ataque especial de héroes con la intención de oponerse al plan de los Maestros para robar el poder de Odin para el Doctor Doom.
- S.H.I.E.L.D. tiene un papel destacado en Marvel: Ultimate Alliance 2 con la aprobación de la Ley de Registro Sobrehumano.
- La encarnación definitiva de S.H.I.E.L.D. apareció en Spider-Man: Shattered Dimensions. Carnage lanza un ataque contra el Triskelion, y usa un fragmento de la Tableta del Orden y el Caos para reanimar a los agentes muertos de S.H.I.E.L.D. en zombis.
- S.H.I.E.L.D. aparece en Marvel: Avengers Alliance. Fuera de Nick Furia, Maria Hill y Phil Coulson como miembros de S.H.I.E.L.D., el jugador controla a un agente de S.H.I.E.L.D. cuando lucha contra los villanos.
- S.H.I.E.L.D. aparece en Marvel Heroes.
- S.H.I.E.L.D. aparece en Lego Marvel Super Heroes. El agente Coulson y Maria Hill aparecen como personajes jugables.
- S.H.I.E.L.D. aparece en Disney Infinity: Marvel Super Heroes. El director Nick Furia es un personaje jugable y S.H.I.E.L.D. dirige al jugador en muchas misiones a lo largo de los juegos de "The Avengers" y "Spider-Man".
- S.H.I.E.L.D. aparece en el videojuego de 2005 The Punisher.
- S.H.I.E.L.D. aparece en Spider-Man: Web of Shadows. Llegan a Nueva York para luchar contra la invasión de simbiontes.